# Josep Magriñà i Martí
Josep Magriñà i Martí (Valls, 1869-1946) fou Alcalde de Valls entre 1916 i 1918 i entre 1922 i 1923. Fou regidor electe des de 1913 fins a 1923. També fou elegit regidor en les eleccions del 12 d'abril de 1931 i proclamat alcalde el dia 14. Dimití l'any 1932. Professionalment era fabricant i comerciant d'aiguardents. Acabada la guerra, fou empresonat a Pilats i condemnat a reclusió perpètua. Per raons d'edat, la pena li fou commutada per la de sis anys i un dia.
El 14 d'abril de 1931, proclamà la Segona República Espanyola a Valls després de rebre l'alcaldia de Benet Cases Fargas i feu onejar la bandera republicana, la catalana i la de la ciutat al balcó de la casa de la vila.